# Alloxysta testaceipes
Alloxysta testaceipes är en stekelart som först beskrevs av Jean-Jacques Kieffer 1902.  Alloxysta testaceipes ingår i släktet Alloxysta, och familjen glattsteklar. Arten är reproducerande i Sverige.